# 馬爾特斯

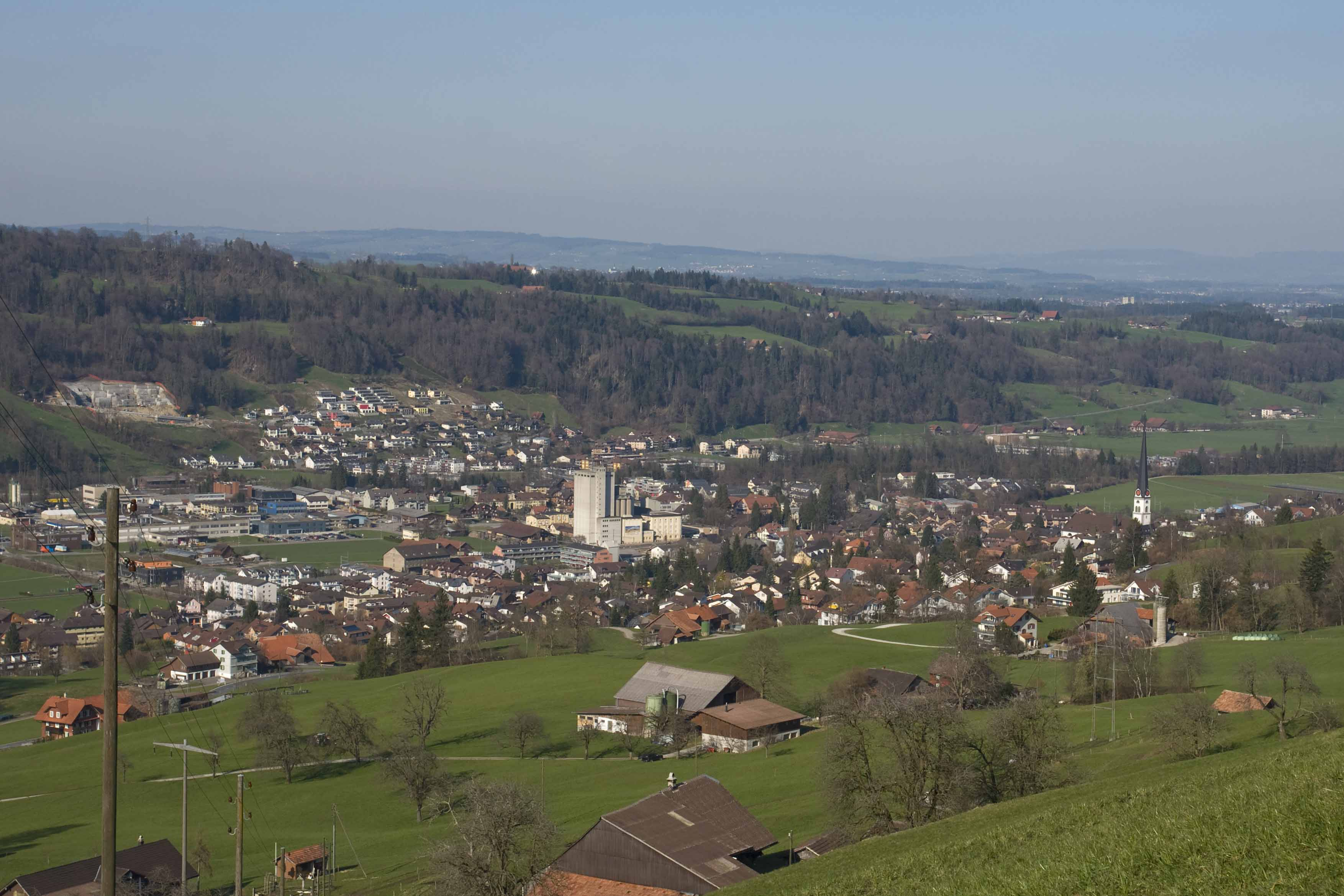

馬爾特斯（德语：Malters）是瑞士的城鎮，位於該國中部，由琉森州負責管轄，面積28.63平方公里，六成半土地是農業用地，海拔高度512米，2011年人口6,839，人口密度每平方公里239人。